# Most na zaporze
Ten artykuł dotyczy przyszłego wydarzenia. Informacje w nim zawarte mogą się zmienić wraz z pojawieniem się nowych faktów, a początkowe doniesienia mogą być niepewne. Ostatnie aktualizacje tego artykułu mogą nie odzwierciedlać najbardziej aktualnych informacji.
Most na zaporze – planowany most na Wiśle w Warszawie.

## Opis
Nazwa „most na zaporze” wywodzi się z planowanego w latach 80. XX w. stopnia wodnego, jaki miał powstać na Wiśle. Planowano poprowadzenie na nim przeprawy drogowej. Trasa prowadząca do nowej przeprawy miała biec od ul. Augustówka w Wilanowie koło elektrociepłowni Siekierki, krzyżować się z Wałem Miedzeszyńskim w okolicach ul. Chodzieskiej i dalej koło cmentarza w Zerzniu prowadzić aż do centrum Międzylesia przez wiadukt nad torami linii otwockiej.
Koncepcja zapory na Wiśle nie została zrealizowana, jednak pomysł mostu na zaporze odświeżył w 1997 zarząd Wawra. W tamtym czasie powstanie mostu Siekierkowskiego było wątpliwe i jedynym sposobem na podniesienie atrakcyjności Wawra dla inwestorów był pomysł budowy mostu na zaporze. Jednak ani ówczesna gmina Wawer, ani miasto stołeczne Warszawy, nie posiadały środków finansowych na budowę mostu w tym miejscu.
Pomysł wracał jednak co jakiś czas, między innymi podczas budowy mostu Świętokrzyskiego. Padła wtedy propozycja wykorzystania, jako prowizorycznej przeprawy, zdemontowanej konstrukcji mostu Syreny. Gmina Wawer jednak ograniczyła swoje zaangażowanie w ten pomysł na rzecz uregulowania spraw związanych z Trasą Siekierkowską.
W 2007 powstało studium wykonalności, w którym zapisano most podwieszany ze 115-metrowym pylonem.
W 2016 rady dzielnic Wawer i Wilanów przyjęły wspólną uchwałę wzywającą władze miasta do budowy mostu do roku 2021. Z kolei zdaniem władz miasta budowa przeprawy spowodowałaby utrudnienia komunikacyjne na lewym brzegu Wisły, gdyż według pierwotnych planów trasa mostowa musiałaby skręcać dwukrotnie pod kątem 90 stopni, a samochody docierałyby z ul. Augustówka do ul. Jana III Sobieskiego przez osiedlową ul. Nałęczowską.